# Belchior de Borba Gato
Belchior de Borba Gato (Ilha Terceira, 1610 – São Paulo, antes de 1669) foi um bandeirante paulista.
Irmão de Beatriz de Borba Gato, em 30 de outubro de 1638 já se encontrava no Brasil com seus sobrinhos João de Borba Gato e Manuel Pacheco Gato. Foi casado com Ana Rodrigues de Arzão, filha de Elvira Rodrigues e Cornélio de Arzão, este último falecido em São Paulo em abril de 1638.
Proprietário rural da então Villa de São Paulo, em 23 de outubro de 1639 ganhou um termo de juramento para ser arrumador de terras.
Sertanista ativo, foi encarregado pela Câmara Municipal de São Paulo a levar, acompanhado por Luís Costa Cabral,  mensagem e lembrança ao rei João IV de Portugal, em 1640, depois do episódio com os padres da Sociedade de Jesus na chamada “Botada dos padres fora”, ou Aclamação de Amador Bueno. Além de jurar fidelidade ao Rei, fizeram reclamações contra os jesuítas e o governador Salvador Correia de Sá e Benevides (político).
Data de 24 de setembro de 1643 carta, trazida pelos portadores Belchior de Borba Gato e Luís da Costa Cabral, em que Dom João IV agradece a fidelidade dos paulistas na pretendida aclamação de Amador Bueno.
Em 1645, Belchior de Borba Gato toma parte na bandeira de João Mendes Geraldo, que parte de São Paulo para o sertão dos guaianás, retornando no ano de 1646.  Em 4 de agosto de 1652, deu carta de fiança a Belchior Pires. Ainda, assinou vários documentos entre 1651 e 1654 como tutor dos órfãos de Antônio Rodrigues Tenório, uma vez que era parente próximo de seus tutelados.
Teve os seguintes filhos :
- Belchior de Borba Gato, o moço;
- Lucas de Borba Gato;
- Baltasar de Borba Gato;
- Maria Beatriz de Borba.